# José Ortiz (fumettista)
José Ortiz (Cartagena, 1º settembre 1932 – Valencia, 23 dicembre 2013) è stato un fumettista spagnolo.
Molti suoi fumetti sono scritti dal suo amico e sceneggiatore Antonio Segura.

## Carriera
José Ortiz Moya, inizia in giovane età, vincendo un concorso artistico promosso dalla rivista spagnola Chicos. Nel 1958 crea Sigur el Vikingo (per l'editore Toray) e Johnny Fogata a cui segue nel 1962 Carolynn Baker per il quotidiano inglese Daily Express e fumetti di guerra per la Fleetwayi.
Dal 1974 al 1983, inizia a disegnare fumetti dell'orrore per l'americana Warren Publishing, pubblicati da Creepy, Eerie, Vampirella, oltre che a contribuire con altre testate statunitense.
Nel 1981, torna nel suo paese dove dà vita ad un'importante e duratura collaborazione con Segura, dando vita -per il magazine Cimoc - ad Hombre, saga post-apocalittica. In tandem creano pure varie serie fra cui Morgan, Jack lo squartatore, Burton & Cyb, Ozono (alcune pubblicate in Italia dalla rivista Comic Art .
Dal 1993, il disegnatore spagnolo entra a far parte dello staff di collaboratori della casa editrice italiana Bonelli illustrando storie per Tex (la sua prima storia sul Texone n. 6, "La grande rapina"), e in seguito per Ken Parker e per Magico Vento. Negli anni seguenti il suo impegno con la Bonelli si concentrerà soprattutto su Tex e ciò gli permetterà di diventare uno degli artisti più rappresentativi della serie. La sua ultima storia di Tex, ultimata poco prima della sua scomparsa, viene pubblicata a partire dal maggio 2014 sulla serie regolare del personaggio. Nel 2012 realizza anche una breve storia a colori per Dylan Dog La dimora stregata pubblicata sull'ottavo Dylan Dog Color Fest per i testi di Andrea Cavaletto.